# 妙経寺 (大田市)
妙経寺（みょうきょうじ）は、島根県大田市大田町にある日蓮宗の寺院である。山号は圓廣山という。

## 起源と歴史
法蔵寺別院、近年、堂宇は解体され、廃寺同様になる。御本尊は本寺である法蔵寺の別棟に安置。
- 1500年代（天正年間）、聖主院日顕により開山。
- 1876年（明治9年）、富士門流の統一教団日蓮宗興門派の結成に参加。
- 1899年（明治32年）、日蓮宗興門派は日蓮本門宗（本門宗）と改称。
- 1941年（昭和16年）、本門宗は一致派の日蓮宗、勝劣派の顕本法華宗とともに三派合同を行い、日蓮宗を結成。

## 歴代住職
- 聖主院日顕

## 所在地
- 島根県大田市大田ロ1488